# Grand Junction (Colorado)
Grand Junction és una població dels Estats Units, seu del comtat de Mesa, a l'estat de Colorado. Segons el cens del 2009 tenia 58.444 habitants.

## Demografia
Segons el cens del 2000, Grand Junction tenia 41.986 habitants, 17.865 habitatges, i 10.540 famílies. La densitat de població era de 526,2 habitants per km².
Dels 17.865 habitatges en un 25,5% hi vivien nens de menys de 18 anys, en un 46,1% hi vivien parelles casades, en un 9,4% dones solteres, i en un 41% no eren unitats familiars. En el 33,2% dels habitatges hi vivien persones soles el 13,8% de les quals corresponia a persones de 65 anys o més que vivien soles. El nombre mitjà de persones vivint en cada habitatge era de 2,23 i el nombre mitjà de persones que vivien en cada família era de 2,84.
Per edats la població es repartia de la següent manera: un 21,2% tenia menys de 18 anys, un 11,9% entre 18 i 24, un 26,3% entre 25 i 44, un 22,8% de 45 a 60 i un 17,9% 65 anys o més.
L'edat mediana era de 39 anys. Per cada 100 dones de 18 o més anys hi havia 92,6 homes.
La renda mediana per habitatge era de 33.152 $ i la renda mediana per família de 43.851 $. Els homes tenien una renda mediana de 31.685 $ mentre que les dones 22.804 $. La renda per capita de la població era de 19.692 $. Entorn del 7,5% de les famílies i l'11,9% de la població estaven per davall del llindar de pobresa.

## Poblacions més properes
El següent diagrama mostra les poblacions més properes.